# Nikolette Diliyanni
Nikolette Diliyanni –en griego, Νικολέττε Δηλιγιάννη– es una deportista griega que compitió en vela en la clase Laser Radial. Ganó una medalla de plata en el Campeonato Europeo de Laser Radial de 1991.

## Palmarés internacional
| \| Campeonato Europeo \| Campeonato Europeo \| Campeonato Europeo \| Campeonato Europeo \| \| Año \| Lugar \| Medalla \| Clase \| \| ------------------ \| --------------------- \| ------------------ \| ------------------ \| \| 1991 \| Workum (Países Bajos) \| Medalla de plata \| Laser Radial \| |                       |                  |              |
| Campeonato Europeo |                       |                  |              |
| Año | Lugar                 | Medalla          | Clase        |
| 1991 | Workum (Países Bajos) | Medalla de plata | Laser Radial |